# Partecipanti alla Dwars door Vlaanderen 2023
Elenco dei partecipanti al Dwars door Vlaanderen 2023.
Il Dwars door Vlaanderen 2023 è stata la settantasettesima edizione della corsa. Alla competizione presero parte 25 squadre: le diciotto iscritte all'UCI World Tour 2023 e sette dell'UCI ProTeam.
Ciascuna delle squadre è composta da sette ciclisti, per un totale di 175 ciclisti accreditati alla partenza.

## Corridori per squadra
Nota: R ritirato, NP non partito, FT fuori tempo, SQ squalificato
| Alpecin-Deceuninck    | Alpecin-Deceuninck    | Alpecin-Deceuninck | AG2R Citroën Team   | AG2R Citroën Team        | AG2R Citroën Team   | Astana Qazaqstan Team    | Astana Qazaqstan Team    | Astana Qazaqstan Team    |
| --------------------- | --------------------- | ------------------ | ------------------- | ------------------------ | ------------------- | ------------------------ | ------------------------ | ------------------------ |
| N°                    | Ciclista              | Clas.              | N°                  | Ciclista                 | Clas.               | N°                       | Ciclista                 | Clas.                    |
| 1                     | Jasper Philipsen      | 4°                 | 11                  | Greg Van Avermaet        | 89°                 | 21                       | Igor' Čžan               | R                        |
| 2                     | Quinten Hermans       | 30°                | 12                  | Pierre Gautherat         | R                   | 22                       | Evgenij Gidič            | R                        |
| 3                     | Dries De Bondt        | 58°                | 13                  | Lawrence Naesen          | R                   | 23                       | Evgenij Fëdorov          | 100°                     |
| 4                     | Edward Planckaert     | 31°                | 14                  | Oliver Naesen            | 84°                 | 24                       | Dmitrij Gruzdev          | 119°                     |
| 5                     | Robbe Ghys            | 120°               | 15                  | Damien Touzé             | 90°                 | 25                       | Nūrbergen Nūrlyhasym     | R                        |
| 6                     | Ramon Sinkeldam       | 64°                | 16                  | Valentin Retailleau      | 136°                | 26                       | Martin Laas              | R                        |
| 7                     | Fabio Van Den Bossche | 133°               | 17                  | Stan Dewulf              | 13°                 | 27                       | Gleb Syrica              | 99°                      |
| Bora-Hansgrohe        | Bora-Hansgrohe        | Bora-Hansgrohe     | Bahrain Victorious  | Bahrain Victorious       | Bahrain Victorious  | UAE Team Emirates        | UAE Team Emirates        | UAE Team Emirates        |
| N°                    | Ciclista              | Clas.              | N°                  | Ciclista                 | Clas.               | N°                       | Ciclista                 | Clas.                    |
| 31                    | Nils Politt           | 10°                | 41                  | Andrea Pasqualon         | 8°                  | 51                       | Pascal Ackermann         | R                        |
| 32                    | Shane Archbold        | R                  | 42                  | Matevž Govekar           | R                   | 52                       | Sjoerd Bax               | 72°                      |
| 33                    | Patrick Gamper        | 117°               | 43                  | Filip Maciejuk           | 70°                 | 53                       | Mikkel Bjerg             | 37°                      |
| 34                    | Marco Haller          | 44°                | 44                  | Kamil Gradek             | R                   | 54                       | Ryan Gibbons             | 107°                     |
| 35                    | Jonas Koch            | 75°                | 45                  | Dušan Rajović            | 55°                 | 55                       | Vegard Stake Laengen     | 79°                      |
| 36                    | Danny van Poppel      | 18°                | 46                  | Cameron Scott            | 116°                | 56                       | Matteo Trentin           | 17°                      |
| 37                    | Jordi Meeus           | 37°                | 47                  | Fred Wright              | 19°                 | 57                       | Tim Wellens              | 42°                      |
| Jumbo-Visma           | Jumbo-Visma           | Jumbo-Visma        | Ineos Grenadiers    | Ineos Grenadiers         | Ineos Grenadiers    | Soudal Quick-Step        | Soudal Quick-Step        | Soudal Quick-Step        |
| N°                    | Ciclista              | Clas.              | N°                  | Ciclista                 | Clas.               | N°                       | Ciclista                 | Clas.                    |
| 61                    | Edoardo Affini        | R                  | 71                  | Thomas Pidcock           | 11°                 | 81                       | Julian Alaphilippe       | 29°                      |
| 62                    | Tiesj Benoot          | 26°                | 72                  | Kim Heiduk               | 115°                | 82                       | Davide Ballerini         | 7°                       |
| 63                    | Olav Kooij            | R                  | 73                  | Jhonatan Narváez         | 32°                 | 83                       | Jannik Steimle           | 102°                     |
| 64                    | Timo Roosen           | 74°                | 74                  | Filippo Ganna            | 91°                 | 84                       | Bert Van Lerberghe       | 85°                      |
| 65                    | Tosh Van Der Sande    | 94°                | 75                  | Ben Turner               | 80°                 | 85                       | Tim Merlier              | R                        |
| 66                    | Tim van Dijke         | 122°               | 76                  | Magnus Sheffield         | 52°                 | 86                       | Casper Pedersen          | 63°                      |
| 67                    | Christophe Laporte    | 1°                 | 77                  | Connor Swift             | 73°                 | 87                       | Stan Van Tricht          | 54°                      |
| Groupama-FDJ          | Groupama-FDJ          | Groupama-FDJ       | Trek-Segafredo      | Trek-Segafredo           | Trek-Segafredo      | EF Education-EasyPost    | EF Education-EasyPost    | EF Education-EasyPost    |
| N°                    | Ciclista              | Clas.              | N°                  | Ciclista                 | Clas.               | N°                       | Ciclista                 | Clas.                    |
| 91                    | Stefan Küng           | 23°                | 101                 | Mads Pedersen            | 5°                  | 111                      | Alberto Bettiol          | NP                       |
| 92                    | Lewis Askey           | 50°                | 102                 | Emīls Liepiņš            | 114°                | 112                      | Stefan Bissegger         | R                        |
| 93                    | Kevin Geniets         | 142°               | 103                 | Mathias Vacek            | 59°                 | 113                      | Tom Scully               | 96°                      |
| 94                    | Olivier Le Gac        | 24°                | 104                 | Daan Hoole               | 118°                | 114                      | Mikkel Frølich Honoré    | 22°                      |
| 95                    | Fabian Lienhard       | 76°                | 105                 | Alex Kirsch              | 45°                 | 115                      | Jonas Rutsch             | 51°                      |
| 96                    | Valentin Madouas      | 28°                | 106                 | Jasper Stuyven           | 34°                 | 116                      | Neilson Powless          | 3°                       |
| 97                    | Jake Stewart          | 88°                | 107                 | Edward Theuns            | 33°                 | 117                      | Julius van den Berg      | 77°                      |
| Team Jayco AlUla      | Team Jayco AlUla      | Team Jayco AlUla   | Movistar Team       | Movistar Team            | Movistar Team       | Team DSM                 | Team DSM                 | Team DSM                 |
| N°                    | Ciclista              | Clas.              | N°                  | Ciclista                 | Clas.               | N°                       | Ciclista                 | Clas.                    |
| 121                   | Michael Matthews      | 20°                | 131                 | Fernando Gaviria         | 92°                 | 141                      | John Degenkolb           | 15°                      |
| 122                   | Blake Quick           | R                  | 132                 | Vinícius Rangel          | 129°                | 142                      | Pavel Bittner            | R                        |
| 123                   | Luka Mezgec           | R                  | 133                 | Mathias Norsgaard        | 46°                 | 143                      | Nils Eekhoff             | R                        |
| 124                   | Kelland O'Brien       | 36°                | 134                 | Juri Hollmann            | 86°                 | 144                      | Leon Heinschke           | 39°                      |
| 125                   | Zdeněk Štybar         | R                  | 135                 | Oier Lazkano             | 2°                  | 145                      | Sam Welsford             | 113°                     |
| 126                   | Luke Durbridge        | 81°                | 136                 | Lluís Mas                | R                   | 146                      | Sean Flynn               | 57°                      |
| 127                   | Elmar Reinders        | 121°               | 137                 | Iván Romeo               | 130°                | 147                      | Kevin Vermaerke          | NP                       |
| Cofidis               | Cofidis               | Cofidis            | Team Arkéa-Samsic   | Team Arkéa-Samsic        | Team Arkéa-Samsic   | Intermarché-Circus-Wanty | Intermarché-Circus-Wanty | Intermarché-Circus-Wanty |
| N°                    | Ciclista              | Clas.              | N°                  | Ciclista                 | Clas.               | N°                       | Ciclista                 | Clas.                    |
| 151                   | Piet Allegaert        | 126°               | 161                 | Jenthe Biermans          | 104°                | 171                      | Aimé De Gendt            | 97°                      |
| 152                   | Simone Consonni       | R                  | 162                 | David Dekker             | 123°                | 172                      | Gerben Thijssen          | 125°                     |
| 153                   | Wesley Kreder         | 128°               | 163                 | Kévin Ledanois           | R                   | 173                      | Hugo Page                | 137°                     |
| 154                   | Christophe Noppe      | R                  | 164                 | Matis Louvel             | 25°                 | 174                      | Baptiste Planckaert      | 93°                      |
| 155                   | Axel Zingle           | 12°                | 165                 | Daniel McLay             | 95°                 | 175                      | Taco van der Hoorn       | 65°                      |
| 156                   | Alexis Renard         | 103°               | 166                 | Luca Mozzato             | 140°                | 176                      | Sven Erik Bystrøm        | 62°                      |
| 157                   | Max Walscheid         | 98°                | 167                 | Andrij Ponomar           | NP                  | 177                      | Adrien Petit             | R                        |
| Lotto Dstny           | Lotto Dstny           | Lotto Dstny        | Israel-Premier Tech | Israel-Premier Tech      | Israel-Premier Tech | Uno-X Pro Cycling Team   | Uno-X Pro Cycling Team   | Uno-X Pro Cycling Team   |
| N°                    | Ciclista              | Clas.              | N°                  | Ciclista                 | Clas.               | N°                       | Ciclista                 | Clas.                    |
| 181                   | Arnaud De Lie         | 6°                 | 191                 | Sep Vanmarcke            | R                   | 201                      | Alexander Kristoff       | 27°                      |
| 182                   | Cédric Beullens       | 112°               | 192                 | Hugo Houle               | 87°                 | 202                      | Louis Bendixen           | 82°                      |
| 183                   | Pascal Eenkhoorn      | 35°                | 193                 | Krists Neilands          | 21°                 | 203                      | Kristoffer Halvorsen     | R                        |
| 184                   | Jasper De Buyst       | 41°                | 194                 | Guillaume Boivin         | 9°                  | 204                      | William Blume Levy       | 110°                     |
| 185                   | Caleb Ewan            | 83°                | 195                 | Jens Reynders            | R                   | 205                      | Martin Urianstad         | 56°                      |
| 186                   | Frederik Frison       | 40°                | 196                 | Tom Van Asbroeck         | 49°                 | 206                      | Rasmus Tiller            | 43°                      |
| 187                   | Sébastien Grignard    | 78°                | 197                 | Omer Goldstein           | 68°                 | 207                      | Søren Wærenskjold        | 14°                      |
| TotalEnergies         | TotalEnergies         | TotalEnergies      | Bingoal WB          | Bingoal WB               | Bingoal WB          | Q36.5 Pro Cycling Team   | Q36.5 Pro Cycling Team   | Q36.5 Pro Cycling Team   |
| N°                    | Ciclista              | Clas.              | N°                  | Ciclista                 | Clas.               | N°                       | Ciclista                 | Clas.                    |
| 211                   | Edvald Boasson Hagen  | 67°                | 221                 | Guillaume Van Keirsbulck | 109°                | 231                      | Jack Bauer               | 108°                     |
| 212                   | Dries Van Gestel      | 16°                | 222                 | Cériel Desal             | 105°                | 232                      | Filippo Colombo          | 60°                      |
| 213                   | Thomas Bonnet         | 134°               | 223                 | Louis Blouwe             | 101°                | 233                      | Kamil Małecki            | 111°                     |
| 214                   | Sandy Dujardin        | 61°                | 224                 | Julian Mertens           | 66°                 | 234                      | Alessandro Fedeli        | 47°                      |
| 215                   | Émilien Jeannière     | 135°               | 225                 | Ludovic Robeet           | 131°                | 235                      | Matteo Moschetti         | 139°                     |
| 216                   | Geoffrey Soupe        | NP                 | 226                 | Luca Van Boven           | 69°                 | 236                      | Nicolò Parisini          | 141°                     |
| 217                   | Anthony Turgis        | 138°               | 227                 | Dorian De Maeght         | R                   | 237                      | Nickolas Zukowsky        | 48°                      |
| Team Flanders-Baloise |                       |                    |                     |                          |                     |                          |                          |                          |
| N°                    | Ciclista              | Clas.              |                     |                          |                     |                          |                          |                          |
| 241                   | Alex Colman           | 71°                |                     |                          |                     |                          |                          |                          |
| 242                   | Lindsay De Vylder     | 53°                |                     |                          |                     |                          |                          |                          |
| 243                   | Tuur Dens             | 127°               |                     |                          |                     |                          |                          |                          |
| 244                   | Gilles De Wilde       | 106°               |                     |                          |                     |                          |                          |                          |
| 245                   | Noah Vandenbranden    | 132°               |                     |                          |                     |                          |                          |                          |
| 246                   | Vincent Van Hemelen   | R                  |                     |                          |                     |                          |                          |                          |
| 247                   | Ward Vanhoof          | 38°                |                     |                          |                     |                          |                          |                          |